# 奥斯卡尔·托尔普
奥斯卡尔·弗雷德里克·托尔普（挪威語： 聆听ⓘ，1893年6月8日—1958年5月1日），挪威首相（1951年—1955年）和挪威工党主席（1923年-1945年）。
托尔普1934年至。1935年任奥斯陆市长。1935年他任国防部参谋长，1936年他在约翰·尼高斯沃尔政府任国防大臣。1936-39年兼社会事务大臣，1939年-1942年财政大臣。1942年在伦敦的挪威流亡政府再次任命他为国防大臣，一直到第二次世界大战结束后。1945年大选后他出任运输大臣到1948年。
1951年他接替埃纳尔·基哈德森出任挪威首相，1955年埃纳尔·基哈德森第三次出任挪威首相，成为了挪威议会议长（Stortingspresident）。他担任这职务直到1958年他去世。
| 前任： 埃纳尔·基哈德森 | 挪威首相 1951年-1955年 | 繼任： 埃纳尔·基哈德森 |